# Filomeno Mata (Veracruz)
a Filomeno Mata.Filomeno Mata Rodríguez (San Luis Potosí, 5 de julio de 1845-Veracruz, 2 de julio de 1911) fue un profesor mexicano, egresado de la Escuela Normal para Profesores, hoy Benemérita y Centenaria Escuela Normal del Estado de San Luis Potosí. Ejerció el periodismo, fue uno de los más destacados durante el Porfiriato. 

## Demografía
| Censo | Población |
| ----- | --------- |
| 1900  | 1 521     |
| 1910  | 1 893     |
| 1921  | 2 000     |
| 1930  | 2 262     |
| 1940  | 2 491     |
| 1950  | 2 950     |
| 1960  | 4 024     |
| 1970  | 4 088     |
| 1980  | 5 876     |
| 1990  | 7 274     |
| 1995  | 8 155     |
| 2000  | 8 782     |
| 2005  | 11 845    |
| 2010  | 13 304    |
| 2020  | 15 417    |